# Thomas Ohlsson
Thomas Mikael Ohlsson  (ur. 20 września 1958 w Norrköping) – szwedzki kajakarz, srebrny medalista olimpijski z Los Angeles.
Brał udział w dwóch igrzyskach olimpijskich (IO 80, IO 84). W 1984 - pod nieobecność zawodników z wielu krajów tzw. Bloku Wschodniego - po medal sięgnął w czwórce na dystansie 1000 metrów. Osadę tworzyli również Per-Inge Bengtsson, Tommy Karls i Lars-Erik Moberg. Zdobył trzy medale mistrzostw świata, złoto w czwórce na dystansie 1000 metrów w 1982, srebro w czwórce na dystansie 500 metrów w 1981 oraz brąz w czwórce na dystansie 500 metrów w 1982.